# 薩多韋 (瓦西里夫卡區)
47°20′8″N 35°20′44″E / 47.33556°N 35.34556°E
薩多韋（烏克蘭語：Садове）是位於烏克蘭東南部的村莊，由扎波羅熱州瓦西里夫卡區的羅茲多爾市鎮負責管轄。該村始建於1921年，面積0.81平方公里，海拔高度87米，2001年人口134，人口密度每平方公里165.4人。